# 白須泰彦
白須 泰彦（しらす やすひこ、1930年- ）は、日本の獣医・毒性学者。

## 略歴
新潟県出身。1954年東京大学農学部獣医学科卒。1959年同大学院博士課程修了、農学博士。1959年がん研究所研究員、1961年理化学研究所研究員、1963年National Cancer Institute, National Institute of Health, USA。1968年理化学研究所副主任研究員　1970年残留農薬研究所毒性部部長。（財）動物繁殖研究所理事、安全性試験研究センター長

## 受賞
1988年　科学技術庁長官賞（研究功績者）「農薬の遺伝毒性評価法に関する研究」
業績：戦後、我が国における有機合成農薬の種類と使用量が急激に増加するにつれ農薬の安全性評価の重要性も増大した。中でも、既存農薬及び新機農薬が生物の遺伝子に対して重大な損傷を与える性質を有するか否かを迅速に評価するための変異原性試験法の開発は社会的急務であった。氏は、本研究においてRec-assay法を理論的に並びに実験的に確立し、それに基づいて農薬の変異原性を明らかにし、本方法の有効性、簡便性、迅速性、経済性を実証した。又、遺伝毒性のもつ多面的な性格から、復帰変異試験をはじめとする各種生物を用いた変異原性試験を久米合わせ実施することにより、はじめてヒトに対する農薬の遺伝的安全性評価が可能であることを実証した。氏の一連の研究成果は、農薬の安全性評価システムにおける変異原性試験の位置づけに大きく寄与しており、その結果、農薬による国民の健康障害の防止と遺伝毒性評価技術の普及・発展に多大な貢献が期待される。

## 論文
- YūF. Sasaki, Masayuki Sakaguchi, Tatsunori Yamagishi, Hiroshi Yamada, Yasuhiko Shirasu,  Bio-anticlastogenic effects of unsaturated fatty acids included in fish oil — docosahexaenoic acid, docosapentaenoic acid, and eicosapentaenoic acid — in cultured Chinese hamster cells.　(1994) Mutation Research/Genetic Toxicology,　320: 9-22, DOI: 10.1016/0165-1218(94)90055-8.
- Kada T., Hirano K., Shirasu Y. (1980) Screening of Environmental Chemical Mutagens by the Rec-Assay System with Bacillus subtilis. In: de Serres F.J., Hollaender A. (eds) Chemical Mutagens. Springer, Boston, MA. DOI: 10.1007/978-1-4613-3072-1_6

## 著書
- 『毒性学概論』朝倉書店　 1982 ISBN 9784254460100
- 『農薬、動物用医薬品』地人書館　 1991ISBN 4805203374
- 『獣医毒性学』養賢堂　1997 ISBN  9784842595023